# Maria Goos

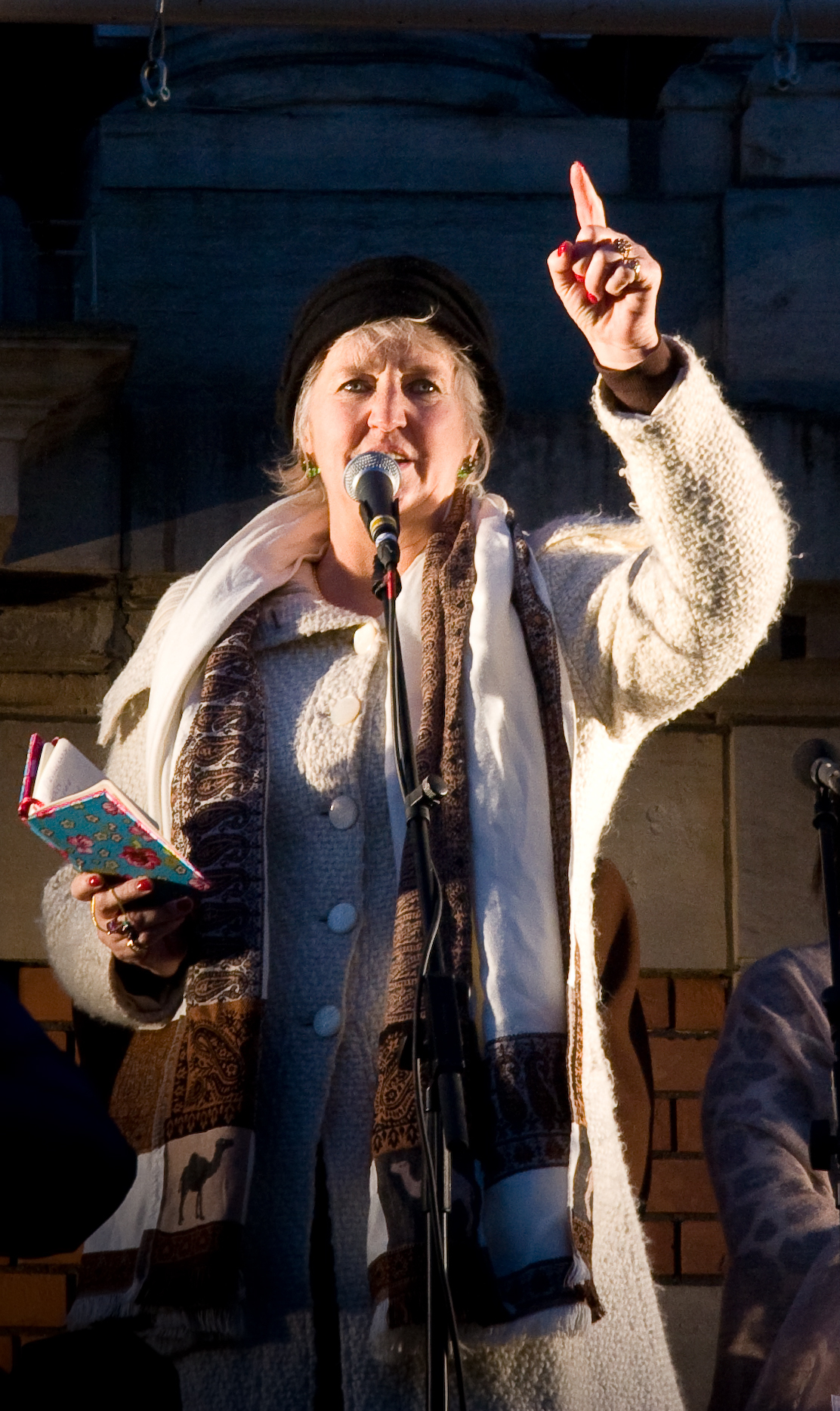

Maria Goos (Breda, Países Bajos, 1956) es una dramaturga y directora de teatro holandesa. Desde 1982 dirige la Toneelacademie (Academia de Arte Dramático) de Maastricht. También ha escrito guiones para series de televisión y colabora con el periódico Leef! con unas columnas humorísticas.

## Obras teatrales
- Familie («Familia», estrenada por la compañía Het Toneel Speelt en 2000). Willem van de Sande Bakhuyzen dirigió sendas versiones para la televisión y el cine de la obra.

- Nu Even Niet («Mesa para cuatro»). Estrenada en 2001 el teatro Bellevue/Nieuwe de la Mar de Ámsterdam. La segunda parte de esta obra se estrenó en el mismo teatro en diciembre de 2003.

- Cloaca (2002) ha sido la obra que le ha dado su mayor éxito internacional. La versión televisiva fue dirigida por Willem van de Sande Bakhuyzen. En 2004 Kevin Spacey estrenó la versión inglesa en el Old Vic Theatre de Londres. La versión alemana (titulada Alte Freunde) se estrenó en 2006 en el teatro Renaissance de Berlín. Jos van Kan hizo su propia versión en 2006, que estrenó en el Theater am Domhof de Osnabrück. La versión española (traducida por Roland Brouwer y dirigida por Josep Maria Mestres) recibió el título de Baraka! y se estrenó en 2006.